# قوم‌زایی
قوم‌زایی یا قوم‌سازی، فرایندِ پیدایش و توسعهٔ یک گروه قومی و هویتِ قومیِ آن است. که می‌تواند از خودشناسیِ گروهی یا با شناساییِ بیرونی حاصل شود.
اصطلاح قوم‌زایی در اصل یک نوواژه در اواسط قرن نوزدهم بود که بعدها در انسان‌شناسیِ دانشگاهی قرن بیستم به کار رفت. این واژه در این بافت (context)، به پدیدهٔ مشاهده‌پذیرِ ظهور گروه‌های اجتماعیِ نوین اشاره دارد که به‌عنوان دارندهٔ یک هویت منسجم، در اصطلاح انسان‌شناختی، یک «قوم» شناخته می‌شوند. علوم اجتماعیِ مربوطه نه تنها این پدیده را مشاهده می‌کنند، بلکه به دنبال تبیینِ چرایی و چگونگیِ آن هم می‌گردند.

## روش‌های فَعّلانه و مُنفَعِلانه
قوم‌زایی می‌تواند کنش‌مند و فعال یا واکنشانه و غیرِ فعال باشد.
قوم‌زایی منفعلانه، یک خروجیِ پیش‌بینی‌نشده است که باعثِ بروز مشخصه‌های هویتی قومی‌ای در فرایندهایی مانند تعامل با محیط، مهاجرت، تقابل فرهنگی و… می‌شود. در این فرایند شاید چیزی مانند اسطوره اصلی ساخته و پرداخته بشود.
قوم‌زایی فعالانه، یک حرکت حساب‌شده با برنامه‌ریزی مشخص و مهندسی‌شده برای زایاندنِ هویتِ متمایز است. این مسئله به خاطر سختی‌هایِ مسیرِ زایشِ قومِ تازه، چالش‌برانگیز است. قوم‌زایی فعالانه، قوم‌زایی منفعلانه را تقویت می‌کند. قوم‌زایی فعالانه اغلب از مسائل سیاسی‌ای مانند تبعیض، نابرابری اقتصادی (عدم تعادل اقتصادیِ درک‌شده) و نابرابری فرهنگی (تبعیضِ درک‌شده علیه برخی عناصر فرهنگی) الهام می‌گیرد.
پیرامون موردِ اخیر، از سدهٔ هجدهم میلادی تا کنون، کوشش‌های قوم‌زایانه‌ای برای بازسازی یا میراندنِ یک گویشِ به‌ویژه انجام شده‌است. ناسیونالیست‌های نوپا اغلب می‌کوشند تا یک گویش ویژه (یا گروهی از گویش‌ها) را به‌عنوان زبانی جداگانه، شامل یک «ادبیات ملی» معرفی بکنند تا از آن اسطوره‌ای بنیان‌گذار استخراج و ترویج شود. در سده‌های ۱۹ و ۲۰ میلادی، جوامعِ کهنی که کلان‌روایت‌هایِ انسجام‌دهندهٔ پیشینشان را منسوخ یافتند، به روایت‌های قومی یا نژادی به عنوان ابزاری برای حفظ یا تأییدِ مجددِ هویتِ جمعی خویش بازگشتند.